# Logan County, West Virginia
Logan County är ett county i sydvästra delen av delstaten West Virginia i USA. Den administrativa huvudorten (county seat) är Logan. 

## Geografi
Enligt United States Census Bureau har countyt en total area på 1 180 km². 1 176 km² av den arean är land och 4 km² är vatten. 

### Angränsande countyn
- Lincoln County - nord
- Boone County - nordöst
- Wyoming County - sydöst
- Mingo County - sydväst

### Städer och samhällen
- Amherstdale-Robinette
- Chapmanville
- Holden
- Logan
- Mallory
- Man
- Mitchell Heights
- Mount Gay-Shamrock
- Switzer
- West Logan